# The Massive
The Massive è una serie a fumetti creata da Brian Wood (testi), Kristian Donaldson (disegni) e David Stewart (colori) e pubblicata dalla Dark Horse Comics. Il lavoro come colorista ha valso l'Eisner Award for Best Coloring a David Stewart nel 2013 e a Jordie Bellaire nel 2014.

## Sinossi
In un mondo post-apocalittico, il peschereccio ambientalista Kapital cerca negli oceani la sua nave gemella scomparsa misteriosamente, la Massive. Il Capitano Callum Israel, che ha dedicato la propria vita alla salvaguardia degli oceani, ora si chiede—mentre il pianeta muore—cosa significa essere un ambientalista dopo la morte del Mondo. Callum e la sua ciurma si troveranno contro pirati, ribelli, assassini e ladri mentre tentano di perseguire la propria nobile causa.

## Storia editoriale
The Massive venne originariamente pubblicato sulle pagine della antologia Dark Horse Presents come storie brevi di tre pagine. Queste storie vennero poi raccolte come one-shot digitali, pubblicate dal 22 aprile 2012. Il lancio della serie mensile iniziò nel giugno 2012.
In Italia la serie è stata pubblicata da Panini Comics a partire dal settembre 2013 in sei uscite bimestrali, raccolte poi nel "The Massive Pack", pubblicato nell'ottobre 2014.